# Jason Forbes
Jason Forbes (Bristol, 27 de octubre de 1990) es un actor y escritor británico. Es conocido por sus papeles en la película Borg vs McEnroe (2017) y en las series de televisión Pompidou (2015) y Tracey Ullman's Show (2016).

## Biografía
Forbes nació en Bristol, Inglaterra, y se educó en el Queen Elizabeth's Hospital de Clifton, graduándose en Literatura Inglesa. Posteriormente se matriculó en el Jesus College de la Universidad de Cambridge, graduándose como actor en 2012.
En Cambridge, Forbes escribió y actuó en varios espectáculos cómicos como miembro de los famosos Cambridge Footlights. En 2012, coescribió y actuó en Perfectos desconocidos, de gira por el Reino Unido y Estados Unidos. También actuó en varias "obras serias", desde contemporáneas hasta Shakespeare y en el West End de Londres como parte de una muestra dirigida por el antiguo director artístico del Royal Court Theatre, Max Stafford-Clark.

## Filmografía
| Año          | Título                                            | Rol                       | Notas                            |
| ------------ | ------------------------------------------------- | ------------------------- | -------------------------------- |
| 2013         | Kerry                                             | Various                   | TV pilot                         |
| 2014         | The Mimic                                         | Spa worker                | TV series (1 episode)            |
| 2014         | The Incredible Adventures of Professor Branestawm | PC Peasey                 | TV movie                         |
| 2015         | Pompidou                                          | Ambulance Volunteer       | TV series (1 episodes)           |
| 2015–present | Horrible Science                                  | Junior/Various            | TV series (10 episodes)          |
| 2015         | BBC's Fresh from the Fringe                       | Various                   | (as part of sketch trio, Daphne) |
| 2015         | Professor Branestawm Returns                      | PC Peasey                 | TV movie                         |
| 2016         | Tracey Ullman's Show                              | Various                   |                                  |
| 2016         | The Windsors                                      | Paramedic                 | TV series (1 episode)            |
| 2017         | Borg/McEnroe                                      | Arthur Ashe               | Feature film                     |
| 2017–2022    | The Mash Report                                   | Nathan Muir               | TV series                        |
| 2020         | Spitting Image                                    | Idris Elba/Lewis Hamilton | TV series                        |
| 2024         | A Gentleman in Moscow                             | Nachevko                  | TV series                        |